# Colégio Ouran Host Club
Colégio Ouran Host Club (em japonês: 桜蘭高校ホスト部; romaniz.: Ōran Kōkō Hosuto Kurabu) é um mangá de Bisco Hatori lançado na revista LaLa desde setembro de 2002 a setembro de 2010. Posteriormente foi adaptado para um anime de 26 episódios, dirigido por Takuya Igarashi, produzido pelo estúdio Bones. Também ganhou adaptações em dois livros light novel, um jogo visual novel, um livro-guia, um dorama de 11 episódios em 2011 e um filme live-action em 2012. 
A história se passa no colégio Ouran, onde só estudam filhos de pessoas importantes e ricas. A história começa com Haruhi ganhando uma bolsa de estudos oferecida pelo colégio, e por acaso, conhece o Host Club, onde sem querer acaba quebrando um vaso e adquirindo uma dívida de 8 milhões ienes.

## Sinopse
Haruhi é uma garota pobre que ganha a única bolsa de estudos oferecida anualmente pelo colégio Ouran High School, uma escola fictícia situada em Bunkyo, Tóquio. Este colégio é para alunos absurdamente ricos. Haruhi é tão pobre que nem possuía um uniforme, usando uma roupa qualquer e por isso sendo confundida com um menino. Numa tarde ao chegar no colégio, procurava um lugar tranquilo para estudar, pois a biblioteca estava uma algazarra e acaba achando a Terceira Sala de Música, supostamente vazia e quieta, onde conhece o Host Club. Então, a moça é confundida com um garoto, e na pressa de sair dali por estar envergonhada, acaba quebrando um vaso de valor estimado em ¥ 8 milhões de ienes. Por causa desse acidente, e por ela não ter a mínima condição de pagar por esse prejuízo, ela é obrigada a trabalhar para o Host Club. Segundo um dos integrantes do clube, para Haruhi pagar a dívida, ela terá que trabalhar para eles até a formatura. Então, Haruhi vira o "cachorrinho" do Host Club, fazendo pequenos trabalhos para eles, até que os meninos do clube percebem em Haruhi um enorme potencial para ser anfitriã, que pode vir a se tornar a sensação entre as garotas por trás dos óculos enormes que usava, e por trás do cabelo que tampava a testa. Com a convivência, logo eles descobrem que Haruhi é, na verdade, uma garota. Mas como uma garota não poderia fazer parte do clube, eles resolvem "ajudá-la" e decidem guardar segredo sobre o fato de ela ser uma garota. Assim, Haruhi continua com sua imagem de garoto para todos os outros do colégio, para poder pagar sua dívida.

## Personagens principais

### Haruhi Fujioka
Haruhi Fujioka (藤岡 ハルヒ, Fujioka Haruhi). Tipo: Natural
Seiyū:Aya Hisakawa (CD Drama); Maaya Sakamoto (anime); Interpretada por Haruna Kawaguchi no dorama e no filme.
Haruhi é uma garota pobre que consegue a única bolsa para estudar em Ouran, uma escola só para a elite. Assim, não tem dinheiro para comprar nem o uniforme, se veste de qualquer jeito, sendo confundida com um menino, mas não se importa, a personagem mais forte do anime, se diferencia de toda e qualquer garota, mesmo por se vestir como um garoto ela é uma verdadeira dama, de sentimentos genuínos, compreensiva, humilde, honesta e se importa verdadeiramente com todos os seus amigos . No início do ano, quando procurava um lugar tranquilo para estudar, acabou indo parar no Clube de Anfitriões (Host Club) onde, sem querer, acaba quebrando um vaso muito caro e arranjando uma dívida enorme. Sem dinheiro para reembolsá-lo, foi forçada a trabalhar como anfitrião para quitar sua dívida. Detalhe: como garota, ela não pode fazer parte do clube, então ela tem que esconder seu gênero de toda a escola e assim apenas os outros membros do clube sabem que ela é uma garota.

### Tamaki Suoh
Tamaki Suoh (須王 環, Suō Tamaki)
Tipo: Príncipe
Seiyū:Hikaru Midorikawa (CD Drama); Mamoru Miyano (anime); Interpretado por Yusuke Yamamoto no dorama e no filme.
O fundador do Ouran Host Club. Loiro, olhos violeta, vive no "mundo da lua", por não ter aproveitado muito bem sua infância (por sua mãe ter adoecido) age de maneira infantil, o que o torna mais engraçado, sincero e inocente. Ele é sempre muito gentil e ajuda os outros sempre que possível. Desde o começo da série é apaixonado por Haruhi e morre de ciúmes dela (principalmente quando os gêmeos estão com ela), mas nem mesmo ele se dá conta disso. Ele também diz que o clube é como uma família, e como ele é o presidente do clube se nomeou de "pai" e diz que Haruhi é sua filha e também diz que o Kyouya (por ser o vice-presidente) é a mãe. É meio francês e já sofreu preconceito por causa disso.

### Kyōya Ōtori
Kyouya Ootori (鳳 鏡夜, Ōtori Kyōya)
Tipo: Intelectual
Seiyū:Junichi Suwabe (CD Drama); Masaya Matsukaze; Interpretado por  Shunsuke Daito no dorama e no filme.
Tem aspectos manipuladores, para proteger o clube e seus amigos é capaz de fazer qualquer coisa. É muito calmo, nunca perde a classe e mal altera o tom de voz. É ele quem faz com que Haruhi entre no Host Club através de sua divida. Claro que tem seu tom de comédia. É extremamente rico e inteligente. Ele faz com que as pessoas pensem que ele só faz as coisas em troca de alguma coisa (em geral, critérios). Mas, na verdade, ele gosta de ajudar os outros, por isso se tornou o melhor amigo de Tamaki. Kyouya tem 2 irmãos e 1 irmã, ele é o caçula e seu pai quer que ele alcance a proeza de manter as maiores notas, coisa que os seus irmãos já fizeram.

### Hikaru HitachīneKaoru Hitachīn
Hikaru Hitachiin (常陸院 光, Hitachīn Hikaru) e Kaoru Hitachiin (常陸院 馨, Hitachīn Kaoru)
Tipo: Diabinhos
Seiyū(Hikaru):Soichiro Hoshi(Drama CD); Kenichi Suzumura (anime); interpretado por
Shinpei Takagino dorama e no filme.
Seiyū(Kaoru):Kenichi Suzumura (Drama CD); Yoshinori Fujita (anime); interpretado por Manpei Takagi no dorama e no filme.
São gêmeos quase idênticos (a única diferença entre eles é o cabelo, Kaoru tem a franja virada para a esquerda de quem olha e o Hikaru tem a franja virada para a direita de quem olha) e fingem ter um romance entre si para agradar as garotas. Eles se consideram os melhores amigos de Haruhi, pois gostam muito dela. Haruhi é da mesma sala dos gêmeos e foi a primeira pessoa a diferenciá-los, sendo isso outro motivo para gostarem mais dela. Os irmãos Hitachiin são como uma dupla dinâmica que prega peças em todos, porém respeitam muito Tamaki (pois ele foi a primeira pessoa a trata-los de forma diferente e porque ele realmente quis ser amigo deles). E os irmãos demonstram muito ciúme de Haruhi (um dos motivos que fez os irmãos querem tanto que o sexo de Haruhi ficasse em segredo é porque eles não gostam de outros rapazes conversando com ela). Hikaru demonstra sentir "algo mais" em relação a Haruhi (com o passar do tempo no mangá ele realmente se apaixona por ela). Diferente de Kaoru, que sente como se ela fosse como uma irmã. Fora que Kaoru também arma para que Haruhi e Hikaru tenham um encontro. De acordo com Hikaru, Kaoru é exagerado por natureza.

### Mitsukuni Haninozuka
Mitsukuni Haninozuka (埴之塚 光邦, Haninozuka Mitsukuni) (Honey-senpai)
Tipo: Lolito
Seiyū:Ikue Ōtani (Drama CD); Ayaka Saitō (anime); interpretado por Yudai Chiba no dorama e no filme.
Garoto faixa preta em judô e karatê que é apresentado por Tamaki como "loli-shota type". Tem aparência de uma criança e está no último ano do colegial. No volume quatro do mangá, a autora explica, dizendo que ele nasceu no dia 29/02, fazendo aniversário de quatro em quatro anos, crescendo mais lento que o normal. É muito simpático, gentil e emotivo como uma verdadeira criança. Sempre tem seu coelhinho de pelúcia consigo e adora comer doces. Mitsukuni é mais conhecido por seu apelido, "Honey". É possível que este personagem sofra da doença puberdade atrasada. Honey tem um irmão caçula chamado Yatsuchika , ou como ele o chama Chika-chan, que tenta derrotar-lo pelo menos uma vez.

### Takashi Morinozuka
Takashi Morinozuka (銛之塚 崇, Morinozuka Takashi) (Mori (モリ))
Tipo: Selvagem
Seiyū:Kenjiro Tsuda (Drama CD); Daisuke Kirii (anime); interpretado por  Masaya Nakamurano dorama e no filme.
É daquele tipo silencioso, alto, bonito e com cara de mau. É primo e servidor fiel de Honey, seguindo uma tradição de suas famílias. Fala muito pouco de si mesmo (na verdade fala muito pouco de qualquer coisa), e está sempre preocupado com o bem-estar dos outros (principalmente o de Honey) através de seus atos. Com jeito que agrada os fãs, é, segundo Bisco Hatori, junto com os gêmeos, o personagem mais popular da série. Takashi é mais conhecido por seu apelido, Mori-senpai. Da mesma forma que Honey, é um lutador extremamente forte, Takashi também luta vários outros tipos de artes marciais.

### Renge Hōshakuji
Renge Houshakuji (宝積寺 れんげ, Hōshakuji Renge)
Seiyū:Kozue Yoshizumi
É uma otaku, ou seja, fanática por anime e mangá, em especial yaoi, e jogos de computador. Vem da França para o Japão atrás de Kyouya, seu príncipe. Surpreende todos do club por ser a primeiro otaku vista por eles em carne e osso. Ao tentar levar a ideia do Host Club para a França, se frustra, pois lá, não são tão modernos. Se auto proclama gerente do clube. Bisco brinca com taras e clichês das meninas otakus através dela. Ela, primeiramente gostava de Kyouya por que ele se parecia com um personagem de video game, depois ela passa a gostar de Haruhi.

### Umehito Nekozawa
Umehito Nekozawa (猫澤 梅人, Nekozawa Umehito)
Seiyū:Yuji Ueda
É o presidente do clube de magia negra de Ouran e está sempre acompanhado de seu fantoche de gato amaldiçoado Beelzenef. Como ele odeia a claridade, ele sempre fica em lugares muito escuros e sempre aparece com uma capa escura e pesada sobre ele. Por isso muita gente tem medo dele. E por ele sempre está com uma capa, poucas pessoas sabem que ele é loiro de olhos azuis. Ele gosta muito da irmã (Kirimi, que aparece no volume 5), mas ela odeia o escuro e por isso quase nunca vê o seu irmão. No volume 5 dois empregados da família Nekozawa aparecem e contam um pouco da vida dele.

## Mídia

### Mangá
O mangá, Colégio Ouran Host Club foi serializado no Japão entre Setembro de 2002 e Setembro de 2010 pela revista LaLa. Foram lançados no total de 18 tankōbons entre 5 de Agosto de 2003 a 5 de Abril de 2011. Em 4 de Agosto de 2009 a editora Hakusensha lançou um fanbook intitulado Ōran Kōkō Hosuto Kurabu Fanbukku: Uki Doki Kōryaku.

### CD Drama
Foram divulgados 3 CDs drama em 2003. Dois foram lançados em comemoração do 28º e 29º aniversário da revista.

### Anime
Em 2006 veio ao ar um adaptação de 26 episódios de Ouran, foi ao ar entre 5 de Abril de 2006 à 26 Setembro de 2006 pela Nippon TV. A série foi dirigido por Takuya Igarashi e escrito por Yoji Enokido, enquanto o designer de personagens e diretor de animação principal para a série foi Kumiko Takahashi. Ele também possui um diferente elenco dos dramas de áudio, com Māya Sakamoto estrelando como Haruhi Fujioka e Miyano Mamoru retratando Tamaki Suō.

### Visual Novel
Uma visual novel para PlayStation 2 foi lançada em 19 de Abril de 2007 pela Idea Factory. Baseado na série de anime, o jogador toma as decisões de Haruhi que afetam os sentimentos dos outros hosts em sua direção. O jogo apresenta personagens originais, como Jean-Pierre Léo, um amigo de longa data de Tamaki e  Sayuri Himemiya, um amigo de infância de Haruhi. O jogo foi lançado exclusivamente no Japão.

### Drama live action
Começou a ser exibida no Japão pela TBS em 22 de julho de 2011. Kawaguchi Haruna como Haruhi Fujioka, Yusuke Yamamoto como Tamaki Suou, Shusuke Daito como Kyouya Ootori, Yudai Chiba como Mitsukuni Haninozuka, como Takashi Morinozuka Nakamura Masaya, Takagi Shinpei e Manpei são os gêmeos e como Nekozawa senpai o ator Ryuusei Ryou.

### Filme
Um live action filme foi anunciado em um encontro com os fãs em 25 de Agosto de 2011. O filme foi lançado em Março de 2012. O filme rendeu cerca de 2,8 milhões de dólares na bilheteria.

## Host club
Um host club ou clube de anfitriões no Japão é um clube similar a um hostess club, exceto que as clientes femininas pagam pela companhia masculina. Alguns clubes de anfitriões especializam-se também em anfitriões transexuais. Os Host club são encontrados tipicamente princialmente em áreas mais povoadas de Japão, e são muito numerosos dentro dos distritos de Tokyo, como Kabukichō, Osaka's Umeda e Namba. Os clientes são tipicamente esposas dos homens ou por mulheres ricas que trabalham como hostesses em host club.
O primeiro clube de anfitriões foi aberto em Tokyo em 1966. Em 1996, o número de Host club de Tokyo foi estimado em perto de 200, e uma noite de entretenimento não sexual poderia custar $500 à $600.